# Ugandapithecus
Ugandapithecus je rod vyhynulých úzkonosých primátů, žijících v časném miocénu (zhruba před 14 – 22 miliony let) ve východní Africe. Jejich ostatky byly zachyceny na lokalitách Koru, Legetet a Chamtwara, nacházejících se na území dnešní Keni a také na lokalitě Napak v Ugandě.

## Popis
Ugandapithecus byl býložravý primát, který se pohyboval po všech čtyřech končetinách ve větvích stromů. Uvažuje se, že druh Ugandapithecus major se vzhledem ke své velikosti mohl pohybovat i po zemi. Vyznačoval se výrazným pohlavním dimorfismem, přičemž samci byli výrazně mohutnější než samice. Dospělý samec mohl dosáhnout velikosti gorilí samice, zatímco samice druhu Ugandapithecus major byla veliká asi jako šimpanz.
Pro rod Ugandapithecus byly dosud navrženy čtyři druhy, které na sebe časově navazují. Autoři návrhu předpokládají, že jednotlivé druhy předstauvjí souvislou vývojovou linii, během které se průběžně zvětšovaly tělesné rozměry od malého druhu Ugandapithecus meswae směrem k velkým zástupcům Ugandapithecus major a Ugandapithecus gitongai.
- Ugandapithecus meswae (též Proconsul meswae), žil před 19 až 21,5 miliony let
- Ugandapithecus legetetensis, žil před 19 – 20 miliony let
- Ugandapithecus major (též Proconsul major), před 18 – 19 miliony let
- Ugandapithecus gitongai (též Proconsul gitongai), před 14,5 miliony let

Druh Ugandapithecus major byl donedávna známý jen z málo početných fragmentů čelistí a zubů a dále z několika torzovitých ostatků postkraniální kostry. Až v červenci roku 2011 byla na lokalitě Napak v Ugandě objevena velmi dobře zachovaná lebka. Podle stavu chrupu se jedná o lebku samce ve věku asi 10 let.

## Kontroverze
Nový rod byl navržen teprve v roce 2000 a dosud se jedná o kontroverzní, ne všeobecně přijatý taxon.
Důvodem pro vytvoření nového rodu byla dlouhodobě vnímaná nesourodost jednotlivých druhů rodu Proconsul. Odborníci se shodují v názoru, že mladší zástupci Proconsulů (Proconsul heseloni a Proconsul nyanzae) jsou morfologicky částečně odlišní od starších druhů (Proconsul africanus a Proconsul major). Nový rod byl vytvořen na základě ostatků, popisovaných jako Proconsul major.
Toto rozdělení nebylo jednoznačně přijato a jeho odpůrci namítají, že na nalezených kostrách nejsou patrné dostatečně rozdíly. Důvodem odlišností nemusí být vzdálenější příbuzenství, ale pouhé přizpůsobení jednotlivých druhů odlišným přírodním podmínkám. Navíc i po vydělení rodu Ugandapithecus přetrvávají v rámci zbylých druhů rodu Proconsul určité odlišnosti. Rod Proconsul je tudíž patrně polyfyletickou jednotkou, a proto bude v budoucnu nutná důkladná revize, podpořená v ideálním případě novými nálezy.